# Chlidichthys abruptus
Chlidichthys abruptus är en fiskart som beskrevs av Lubbock, 1977. Chlidichthys abruptus ingår i släktet Chlidichthys och familjen Pseudochromidae. Inga underarter finns listade i Catalogue of Life.